# Batropetes
Batropetes Carroll and Gaskill, 1971 è un anfibio estinto, appartenente ai lepospondili. Visse nel Permiano inferiore (Sakmariano, circa 295 - 290 milioni di anni fa) e i suoi resti fossili sono stati ritrovati in Europa (Germania).

## Descrizione
Questo animale era di piccole dimensioni e non doveva superare i 10 centimetri di lunghezza. Il corpo era corto e robusto, le orbite erano grandi e il cranio corto. Batropetes possedeva scaglie simile a quelle dei rettili nella parte inferiore del corpo. Al contrario di altre forme simili come Carrolla, Batropetes era dotato di denti a tre cuspidi sulla premascella e nella parte anteriore della mandibola. Carrolla, invece, possedeva denti a una sola cuspide. Altre caratteristiche esclusive di Batropetes erano l'osso sopraoccipitale non fuso alla capsula otica, la presenza di un processo retroarticolare (una proiezione nella parte posteriore della mandibola) e due ossa prossimali nel tarso.

## Classificazione
Batropetes è un tipico rappresentante dei microsauri, un gruppo di anfibi lepospondili di piccole dimensioni, dall'aspetto solitamente simile a quello delle salamandre. Batropetes fa parte dei brachistelechidi, il gruppo più derivato di microsauri. Fossili attribuibili alla specie tipo, Batropetes fritschi, sono stati ritrovati nei pressi della città di Freital, in Sassonia (Germania). Altro materiale proveniente dal bacino della Saar è stato assegnato ad altre specie, B. niederkirchensis, B. appelensis e B. palatinus.
I primi esemplari fossili noti, attualmente attribuiti al genere Batropetes, furono originariamente riferiti al genere Hyloplesion nel 1882. Alcuni esemplari da Freital furono descritti con il nome di Hyloplesion fritschi e classificati come piccoli anfibi non-labirintodonti. Tre anni dopo, gli esemplari furono riassegnati da Carl Hermann Credner al genere Hylonomus (Hylonomus fritschi). Nuovi esemplari di altre forme dalla stessa località condussero Credner a ritenere che vi fossero due diversi taxa; uno venne descritto come un anfibio, Hylonomus geinitzi, e l'altro venne considerato un rettile, Petrobates truncatus. 

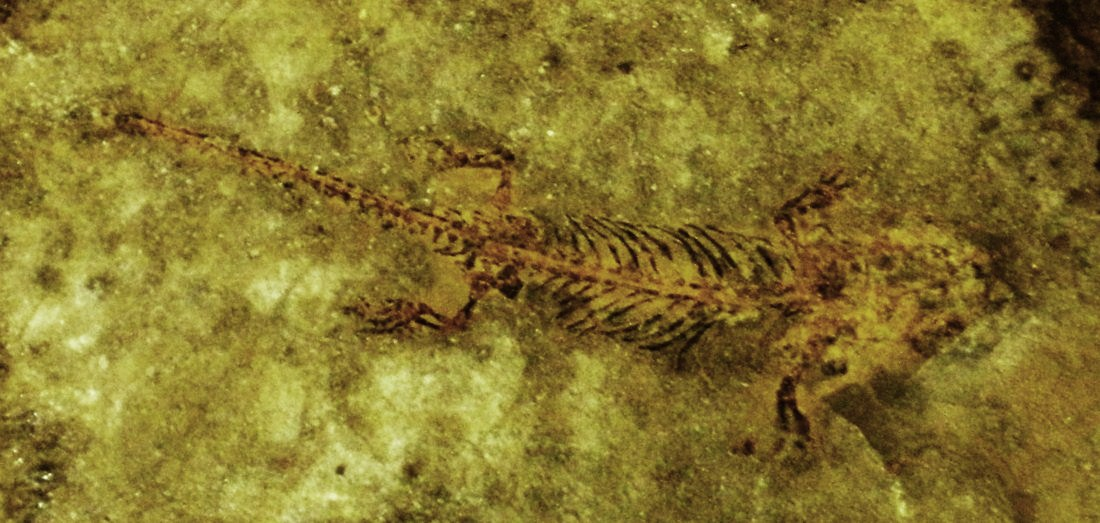
Fossile di Batropetes

Una successiva preparazione del materiale esaminato da Credner (tramite una tecnica di rimozione del tessuto osseo dalla matrice circostante e il riempimento delle cavità con lattice liquido) ha rivelato maggiori dettagli anatomici, che hanno suggerito la presenza di tre taxa, e non due come precedentemente ritenuto, a Freital. Un esemplare precedentemtente riferito a Petrobates truncatus venne considerato un microsauro, e non un rettile, da Robert L. Carroll e Pamela Gaskill nel 1978. Fu quindi considerato distinto da Petrobates, poi considerato un captorinomorfo, sulla base solo della struttura dell'atlante. 
Delle tre specie rappresentate a Freital, Hylonomus geinitzi fu poi riassegnato al genere di microsauri noto come Saxonerpeton, e Petrobates truncatus venne ridenominato Batropetes truncatus da Carroll e Gaskill, ma comunque considerato un rettile captorinomorfo. 
I due studiosi descrissero un nuovo microsauro da Freital nel 1978, e lo denominarono Brachystelechus fritschi. Fu quindi notato che il cranio di Brachystelechus era estremamente simile a quello di Batropetes, che fino a quel momento non era considerato uno stretto parente. Il nuovo esemplare differiva da Batropetes nella presenza di un osso internariale che non era stato riconosciuto in Batropetes. 
Un nuovo esemplare di microsauro dal distretto di Saar-Nahe nella Germania sudoccidentale ha poi confermato che Brachystelechus fritschi e Batropetes truncatus rappresentavano la stessa specie. I caratteri che precedentemente distinguevano i due generi furono rinvenuti in uno stesso esemplare (noto come SMNS 55884), conservato nello Staatliches Museum für Naturkunde a Stoccarda. Questo esemplare completo era conservato in vista ventrale e consisteva di impronta e controimpronta. La volta cranica fu esaminata dalla rimozione della matrice dalla superficie del blocco e vennero trovate altre caratteristiche anatomiche. Il condilo occipitale di questo esemplare indicava chiaramente che si trattava di un microsauro, e non di un rettile captorinomorfo. I parietali dell'esemplare erano ampi e il cranio era corto, e queste caratteristiche si riscontravano in altri due microsauri americani, Carrolla e Quasicaecilia. Sulla base di queste similitudini, Carroll, che descrisse il materiale nel 1991, eresse una nuova famiglia di microsauri, i brachistelechidi. 

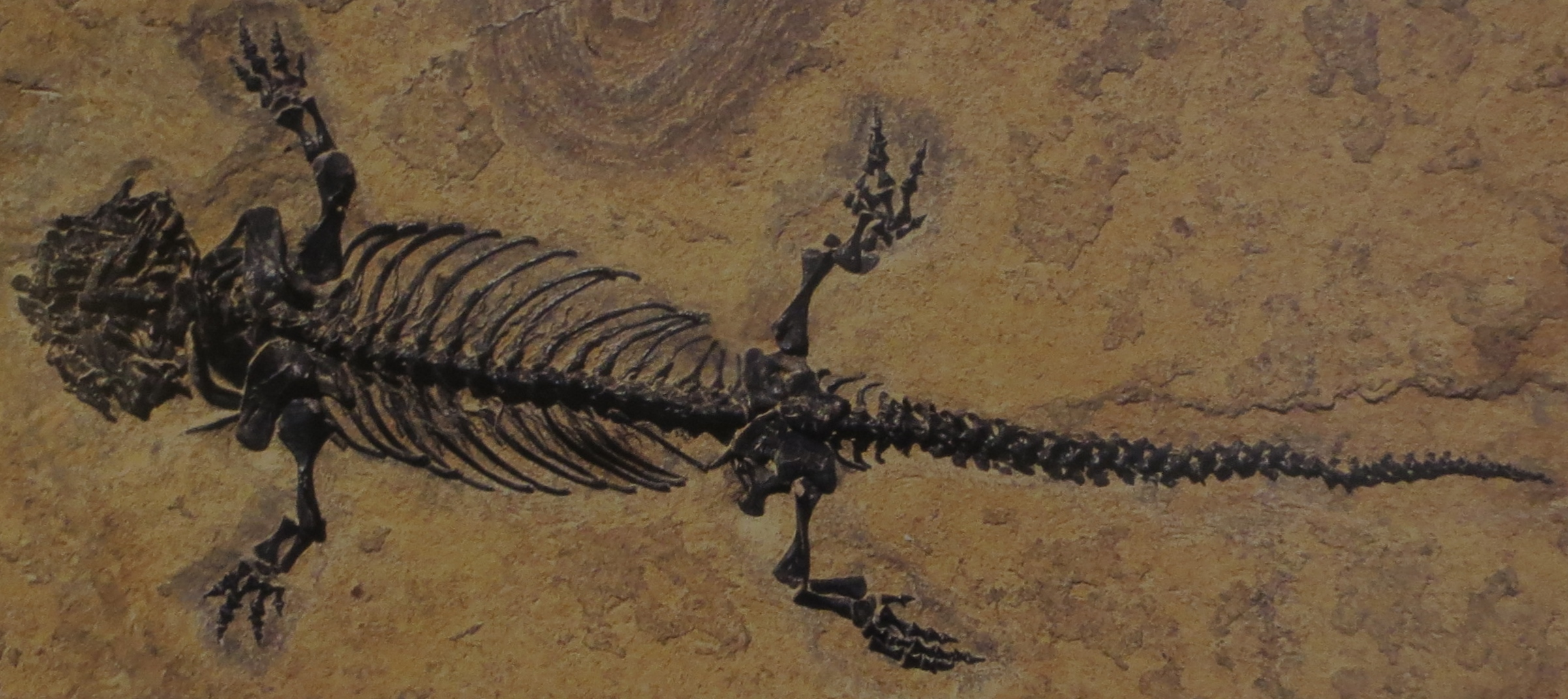
Fossile di Batropetes

Uno studio del 2013 ha inoltre riconosciuto una nuova specie, Batropetes niederkirchensis, per l'esemplare 55884. Questo esemplare sembra differire dall'esemplare tipo di B. fritschi nel numero delle vertebre presacrali, nello spazio tra le orbite, nella forma delle ossa prefrontale, postorbitale e scapolarcoracoide e nella posizione del forame otturatore del bacino. Un altro studio del 2015 ha istituito due nuove specie, B. palatinus e B. appelensis. La prima è caratterizzata da uno stretto prefrontale allungato anteriormente, un postfrontale sottile e senza un processo antero-laterale, un postorbitale trapezoidale, e un grande osso quadrato in vista esterna. Batropetes appelensis, invece, è caratterizzato da un alto angolare, la sutura tra angolare e dentale a forma di Z, interclavicola senza solco tra stelo e piastra, e scapulocoracoide senza coracoide ossificato.